# Keith MacMillan (Musikproduzent)
Keith Campbell MacMillan (* 23. September 1920 in Toronto; † 20. Mai 1991 ebenda) war ein kanadischer Musikproduzent, -verleger und -manager.

## Leben
Der Sohn des Komponisten Ernest MacMillan besuchte von 1934 bis 1938 das Upper Canada College und nahm daneben privaten Unterricht bei Boris Berlin (Klavier), Ettore Mazzoleni (Musiktheorie) und David Ouchterlony (Orgel). Seine Orgelausbildung setzte er von 1946 bis 1949 bei Charles Peaker fort. Während seines Biologiestudiums an der Universität Toronto komponierte und produzierte er das Musical What, no crumpets (1947) und die Operette Saints Alive (1949).
Mit Douglas Sanderson gründete er 1952 die Hallmark Recordings, deren erster Präsident er bis 1954 war und für die er als Produzent arbeitete. Zugleich arbeitete er für den Rundfunk der CBC, für den er Programme wie CBC Wednesday Night, Folk Song Time (mit Edith Fowke), CBC Concert Hall und Distinguished Artists produzierte. Von 1961 bis 1964 war er auch Rundfunkproduzent des CBC Symphony Orchestra.
1964 folgte er John Adaskin als Direktor des Canadian Music Centre nach. In dieser Eigenschaft widmete er sich mit Publikationen und Vorträgen der Förderung der kanadischen Musik und wurde Mitglied in Vorständen und Komitees, u. a. der Canadian Conference of the Arts, der Canadian Music Educators Association, des Canadian Music Coucil (CMC), des Toronto Mendelssohn Choir und des Toronto Symphony Orchestra.
Er war von 1974 bis 1976 Sekretär und von 1976 bis 1977 Präsident der Music Information Centres Commission des International Association of Music Libraries und 1974–75 Präsident der Canadian Association of Music Libraries (CAML). Neben den Katalogen kanadischer Kompositionen des CMC gab er auch dessen Newsletter (1964–66) und das Magazin Musicanada (1967–70) heraus. An der Universität York gab er 1969–70 die Vorlesungsreihe Man and His Music und 1974 Canadian Music. An Edith Fowkes The Penguin Book of Canadian Folk Songs (1973) wirkte er als musikalischer Berater mit.
1977 wurde er Leiter des Musikdepartments der Universität Ottawa, wo er Kurse in Akustik und kanadischer Musik gab. 1978 wurde er mit der Canadian Music Council Medal ausgezeichnet. Nach seiner Pensionierung 1985 arbeitete er an einer Biographie seines Vaters, die jedoch unvollendet blieb. MacMillans Bruder Ross, ein Chemieingenieur, war mit der Pianistin und Musikpädagogin Gwen Beamish verheiratet. Von seinen vier Kindern schlugen zwei eine musikalische Laufbahn ein: Elizabeth MacMillan als Gambistin und Kevin MacMillan als Geiger.

## Quelle
- Keith MacMillan. In:  Encyclopedia of Music in Canada. herausgegeben von The Canadian Encyclopedia (englisch, französisch).

| Personendaten    | Personendaten                                      |
| ---------------- | -------------------------------------------------- |
| NAME             | MacMillan, Keith                                   |
| ALTERNATIVNAMEN  | MacMillan, Keith Campbell                          |
| KURZBESCHREIBUNG | kanadischer Musikproduzent, -verleger und -manager |
| GEBURTSDATUM     | 23. September 1920                                 |
| GEBURTSORT       | Toronto                                            |
| STERBEDATUM      | 20. Mai 1991                                       |
| STERBEORT        | Toronto                                            |